# 光滑平鮋
光滑平鮋（學名：Sebastes levis）為平鮋科平鮋屬的其中一種，深海魚類，分布於中太平洋東部美國加州中部至墨西哥下加利福尼亞半島、哥德洛普島海域，棲息深度20-500公尺，體長可達100公分，稚魚棲息在砂泥底質底層水域，成魚棲息在岩石底質底層水域，卵胎生，幼魚具漂浮性，生活習性不明，可做為遊釣魚。